# Akodon sanctipaulensis
Akodon sanctipaulensis är en däggdjursart som beskrevs av Hershkovitz 1990. Akodon sanctipaulensis ingår i släktet fältmöss, och familjen hamsterartade gnagare. IUCN kategoriserar arten globalt som otillräckligt studerad. Inga underarter finns listade i Catalogue of Life.
Denna fältmus förekommer i ett mindre område i delstaten São Paulo i östra Brasilien. Arten vistas där i öppna landskap.